# 森川仙太

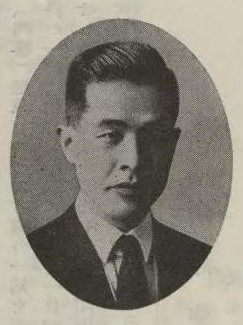
森川仙太

森川 仙太（もりかわ せんた、1895年（明治28年）10月16日 - 1981年（昭和56年）12月27日）は、大正から昭和期の実業家、政治家。衆議院議員、和歌山県有田市長。

## 経歴
和歌山県有田郡宮崎村（箕島町、有田町を経て現有田市新堂）で、森川仙太郎の二男として生まれる。1914年（大正3年）和歌山県立和歌山中学校（現和歌山県立桐蔭中学校・高等学校）を卒業した。
柿本銀行に入行。簑島信用組合理事、日本除虫菊輸出組合理事、和歌山県除虫菊製品工業組合専務理事、帝国除虫菊取締役社長、北海道除虫菊工業取締役社長、紀ノ川製粉取締役社長、キング除虫菊取締役社長、北王製油取締役社長などを務めた。
1918年（大正7年）紀勢西線鉄道敷設期成同盟会幹事長に就任。1921年（大正10年）箕島町会議員に選出され1933年（昭和8年）まで在任。1942年（昭和17年）4月、第21回衆議院議員総選挙に翼賛政治体制協議会の推薦を受け和歌山県第2区から出馬して当選し、衆議院議員を1期務めた。この間、商工省委員、翼政会政調商工・大蔵兼務委員、大政翼賛会和歌山県支部協力会議員などを務めた。戦後、日本進歩党に所属し、その後、公職追放となった。
1954年（昭和29年）9月、近隣町村の合併で有田町が発足して町長に就任し、前年の紀州大水害からの復興に尽力。1956年（昭和31年）5月の市制施行後、初代有田市長に就任。第2室戸台風の災害からの復興、地場産業の振興などに尽力した。市長に3期在任して1966年（昭和41年）11月に退任した。この間、近畿市長会会長を務めた。
その後、キング化学会長、和歌山県薬業団体連合会会長、同県植物防疫協会会長などを歴任。1970年（昭和45年）有田市名誉市民の称号が贈られた。

## 著作
- 『除虫菊と共に』キング除虫菊工業、1966年。